# Крисаново (зупинний пункт)
Крисаново — пасажирський залізничний зупинний пункт Белгородської дирекції Південно-Східньої залізниці на лінії Баси — Готня.
Розташований у   Красноярузькому  районі Білгородської області   між станціями Свікловична (3 км) та Ільок-Пеньковка (6 км).
На платформі пасажирський рух вітсутній з 2 грудня 2015  року.